# 蟋蟀式自走砲
蟋蟀式自走炮（Grille）為德國在第二次世界大戰時所使用的一款自走炮。它是以捷克製造的坦克的底盤作基礎，再加裝上150毫米sIG 33步兵炮而成。全稱為“15-cm-sIG 33 (Sfl.) auf Pz. 38 (t) „Grille"”。

## 發展

### 蟋蟀式型
在1942年，德國為了謀求加強戰車的火力，便開始研究如何在舊有坦克的底盤上加裝重型火炮。設計者把捷克的型坦克的炮塔移去，並在坦克頂部劃開一個隔間，在這個隔間中加裝了150毫米sIG 33重型火炮，便成為了一架自走炮。車身正面裝甲為50毫米，而上部建構的正面裝甲則為25毫米。德國方面在1943年生產了91輛這種戰鬥車輛。官方將之命名為「蟋蟀式H型」。
而蟋蟀式的第二款型號則以型作底盤。同樣地，設計者把它的炮塔去掉，再加裝一個大型隔間，裡面安放一支150毫米sIG重型火炮。但與H型不同的是，這個隔間被劃在車身的較後部份，亦稍微比H型的細小及較高。
德國要求開發這架戰鬥車輛是因為原本的蟋蟀式自走炮並不能有效率地使用，其重型大炮安放在車身的前端使得車身重量不平衡，令車輛行進時極不穩定。這架新型的蟋蟀式把火炮安放在車身較後位置，使得車身得以平衡。
在1943至1944年間，德國共製造了282輛這款戰車，並命名為「蟋蟀式型」。

## 投入戰爭
兩款蟋蟀式都被德軍裝甲師及装甲掷弹兵師所採用，大大提高了火力。